# Койль
Койль Старый (также Коэль или Коль; др.-валл. Coil Hen, валл. Coel Hen, англ. Cole) — имя полулегендарного кельтского правителя или нескольких правителей северной части Британии, также известный фольклорный персонаж. Ранняя валлийская традиция упоминает Коля Старого как известного правителя в римской Британии, в период ухода оттуда римлян, и родоначальника нескольких королевских родов Yr Hen Ogledd («Старого Севера») — обширного региона на севере современной Англии и юге современной Шотландии, значительную часть которого, согласно генеалогическим отсылкам, Койль Хен, вероятно, контролировал.
В его честь по легенде назван город Колчестер.

## Исторические данные
Коль Старый (Коэль Хен) впервые фигурирует в «Харлеанских генеалогиях» и в родословных известных как «Bonedd Gwŷr у Gogledd» (Происхождение людей Севера), как основатель нескольких королевских родов «Старого Севера». Потомков Коэля называли Коэлинги (Coeling), среди них упоминаются такие известные фигуры, как:
- Уриен — шестой король Регеда, отец легендарного Ивейна (Оуэна);
- Гваллог ап Ллаенног — правитель Элмета в Лидсе;
- сыновья Элиффера ап Эйниона, Передур и Гурги, двоюродные братья и соратники Уриена отличившиеся в битве при Арвдеридде;
- Клидно Эйддин — основатель Эдинбурга, внук Думангуала Старого и зять Уриена, единственный выживший бритт в битве при Катраете.

Кроме того, Койль Старый называется тестем Кунеды ап Эдерна, основателя королевства Гвинед, через дочь Гваул (Gwawl). Родословные называют Коля Годебог (Godebog), что означает «защитник». Поэма «Y Gododdin» описывает вражду между сыновьями Годебога и захватчиками Гвинеда, которые в 598 году сошлись в битве при Катраете.
Традиционно считается, что по имени Коля Старого названа область Кайл и скала Койлтон (где, как считается, Коль похоронен) в графстве Южный Эйршир (Аргайл-Шотландия). Обратный хронологический отсчет позволяет считать, что Коль Старый жил в период между 350 и 420 годами, в то время, когда римляне (Магн Максим) покидали Британию. В книге «Век Артура» историк Джон Моррис предполагает, что Коль был одним из последних Duces Brittanniarum (герцогов британцев), который командовал римской армией в северной Англии. По словам Морриса, он, возможно, захватил северную столицу Эбрук (Eburacum, Йорк), чтобы править в северной провинции Римской Британии.
Его женой около 387 года стала Истрадвала, дочь Годеона ап Конана, правителя Думнонии. В конце IV века Коль расширил свои владения на север до вала Антонина. Там он столкнулся с племенами дамнонов (Алт Клут), пиктов и скоттов. Ещё ранее он прогнал племя Вотадинов с севера Британии на север Уэльса. После смерти Коля Старого его земли были бы разделены между его сыновьями (Гарбониан ап Коэль получил север, а Кенеу ап Коэль (Кунеда II) — юг с Эбруком), а затем и его внуками (Дунвалом Моелмут, Кунеддой III и Gwrwst Ledlwn), создавая таким образом северные королевства Великобритании.
Согласно «Истории королей Британии» Гальфрида Монмутского, Коль (Коэль) — король бриттов из Колчестера и предводитель восстания против римского владычества, который сверг римского наместника Асклепиодота. Коль провозгласил себя королём Британии, однако, опасаясь кары императора, вынужден был заключить мир с римлянами. Правил он недолго и вскоре умер от болезней и старости.
Коля считают предком многих реальных и легендарных фигур. Та же «История королей Британии» считает Коля отцом Святой Елены. Среди других его потомков, в разных легендах и генеалогиях — король Артур, Передур, Уриен, и несколько других валлийских королей и героев.
В замке Тинтагель, месте рождения Артура, в культурных слоях, относящихся к VI в. найден камень с надписью на латыни «Отец Коль сотворил это, Артугну, потомок Коля, сотворил это» (Paternus Colus avi ficit, Artognou Сoli ficit). (Согласно археологу Гордону Мэйхену, часть букв пропущена, и оригинальная надпись означала «Артугну воздвиг этот камень в память своего праотца Коля»). Сторонниками историчности Артура это рассматривается как доказательство существования обоих королей.

## Детское стихотворение
Современным англичанам персонаж по имени Коль в основном известен по народному детскому стишку «Старый дедушка Коль» (англ. Old King Cole). Существует предположение, что Коль из стишка — это Койль Старый из валлийской легенды.
Старый дедушка Коль

Был весёлый король.

Громко крикнул он свите своей:

— Эй, налейте нам кубки,

Да набейте нам трубки,

Да зовите моих скрипачей, трубачей,

Да зовите моих скрипачей!

Были скрипки в руках у его скрипачей,

Были трубы у всех трубачей,

И пилили они,

И трубили они,

До утра не смыкая очей.

Старый дедушка Коль

Был весёлый король.

Громко крикнул он свите своей:

— Эй, налейте нам кубки,

Да набейте нам трубки,

Да гоните моих скрипачей, трубачей,

Да гоните моих скрипачей!